# 클라우스 에브너

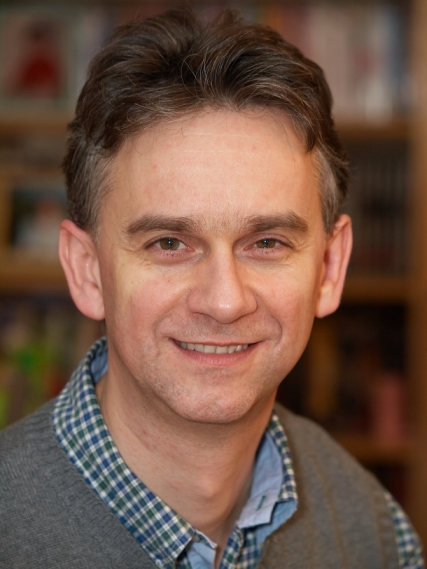
클라우스 에브너 (2008)

클라우스 에브너 (Klaus Ebner, 1964년 8월 8일 ~)는 오스트리아 빈 출신의 작가이다. 단편 소설과 수필, 그리고 시에 걸쳐 창작활동을 하였다. 또한 그는 프랑스어와 카탈루냐어 문학을 독일어로 번역하는 일도 하고 있다. 그의 첫 번째 단편 모음집은 2007년에 출판되었다.
1980년대에 빈 대학교에서 로망스 계 언어와 독일 문헌학, 그리고 번역학에 관해 공부했다. 이 밖에도 소프트웨어와 네트워킹 프로그램에 관한 책을 출판하기도 했다. 1990년대에 그는 소프트웨어와 네트워킹에 관하여 기사를 쓰고 책을 간행했다.
대학을 다닐 때, 그는 단편 소설, 시, 라디오 극을 쓰는 것을 시작했다. 그리고 그는 문학 신문 및 선집을 간행했다. 2004년 이후에 에브너는 그의 간행 활동을 강화했다. 그는 내레이터, 시인 및 수필가로서 활동하고 있다. 글의 주제는 다문화 사회 및 포용력을 포함한다. 그는 독어와 카탈로니아 어로 시를 쓴다. 2007년에 그는 피레네의 안도라에 관하여 책을 썼다. 클라우스 에브너는 오스트리아 빈에서 살고 일하였으며, 오스트리아 작가 협회의 일원이다.

## 수상
- 2008 오스트리아 정부에 의한 문학을 위한 장려금
- 2007 문학을 위한 포상 Wiener Werkstattpreis
- 2007 오스트리아 정부에 의한 문학을 위한 여행 장려금
- 2007 시 Nosside를 위한 국제적인 상품
- 2005 시 포상 Feldkircher Lyrikpreis
- 2004 문학 포상 La Catalana de Lletres , 바르셀로나

## 서적
- Vermells (빨갛게), 시를, SetzeVents Editorial, Urús 2009, ISBN 978-84-92555-10-9
- Hominide (사람); 단편 소설, FZA Verlag, 빈 2008, ISBN 978-3-9502299-7-4
- Auf der Kippe (가장자리에); 짧은 산문 (독일어), Arovell Verlag, Gosau 2008, ISBN 978-3-902547-67-5
- Lose (운명); 단편 소설 (독일어), Edition Nove, Neckenmarkt 2007, ISBN 978-3-85251-197-9